# Groven
Groven là một đô thị thuộc huyện Dithmarschen, trong bang Schleswig-Holstein, nước Đức. Đô thị Groven có diện tích 7,9 km², dân số thời điểm 31 tháng 12 năm 2006 là 129 người.